# حسن يوسف (صحفي)
|  | يجري الآن نقاش حول نقل صفحة حسن يوسف (صحفي) إلى حسن م. يوسف. جار التوصل إلى اتفاق بشأن النقل في صفحة طلبات النقل. |

حسن محمد يوسف، المشهور باسم حسن م. يوسف (1 فبراير 1948-)، كاتب وصحفي وأديب وسيناريست سوري ولد في  قرية الدالية، ريف اللاذقية.

## حياته
ولد في قرية الدالية بريف اللاذقية بتاريخ 1 شباط 1948، اسمه الكامل (حسن محمد يوسف)، واختار هذا الاختصار (حسن م. يوسف) عندما درس الأدب الإنجليزي متأثرا بطريقة اختصار الأسماء في الإنجليزية، انفصل عن عائلته مبكرا (في سن 12 عام) بسبب حاجته للعمل إلى جانب الدراسة.
عمل محررًا ثقافيًا رئيسًا وكاتب عمود ساخر في جريدة تشرين، منذ عام 1978 وحتى شباط 2008، يكتب حالياً في جريدة الوطن السورية. شارك في لجان تحكيم عدد من المهرجانات الفنية والمسابقات الأدبية. كتب استطلاعات وتحقيقات صحفية عن عمان، العراق مصر، سوريا، الصين، الهند، هنغاريا، قرغيزيا، فنلندا، أمريكا. تُرجمت بعض قصصه إلى الفرنسية والإنجليزية والصينية، والإسبانية والروسية وكُتبت عنها أطروحات جامعية. 
أجرى حوارات مع عدد كبير من أبرز الوجوه الثقافية العربية والعالمية أمثال فانيسا ريدغريف، سعيد حورانية، ميرنال سين، عاصم الباشا، عبد الرحمن المنيف، نيقولاي خايتوف، مريام ماكيبا، دريد لحام، عادل قرشولي، علي فرزات، جنكيز إيتماتوف، زياد الرحباني، ثيو أنجيلوبوليس، خوسيه ميغيل بويرتا.
صُنف عام 2014، من قبل مجلة أريبيان بزنس كواحد من أكثر مئة شخصية عربية مؤثرة في العالم عن فئة المفكرين.[بحاجة لمصدر]
شارك في عدد من المعارض السنوية لجمعية التصوير الضوئي بدمشق، كما ترجم العديد من القصص والمقالات والدراسات من الإنجليزية إلى العربية.

## مناصب
- عضو اللجنة العليا لمهرجان دمشق السينمائي 1999.
- عضو لجنة السينما بالمجلس الأعلى لرعاية العلوم والفنون والآداب.
- عضو لجنة النهوض باللغة العربية للتوجه نحو مجتمع المعرفة.
- عضو لجنة تحكيم المسابقة الدولية الرابعة للكاريكاتير – سورية 2008
- عضو في لجنة الإشراف على مهرجان جبلة الثقافي الذي تنظمه جمعية العاديات في المدينة.
- عضو في اللجنة المنظمة لمهرجان مارليان الثقافي الذي تنظمه مطرانية الروم الأرثوذكس في حمص.
- مستشار لبرنامج «الإعلام والمجتمع» في المجلس الثقافي البريطاني بدمشق 2007-2008
- أستاذ لمادة السيناريو وتحليل الأفلام في المعهد العالي للفنون المسرحية بدمشق من 2007-2011
- محاضر زائر في المركز الإذاعي والتلفزيوني التابع لجامعة الدول العربية.
- رئيس لجنة تحكيم مسابقة الأفلام العربية في مهرجان دمشق السينمائي الدولي السابع عشر 2009
- مشرف ورشات كتابة السيناريو في تلفزيون المنار 2011-2012.
- كاتب دائم في الطبعة العربية من مجلة PC Magazine التي تصدرها في دبي مجموعة الدباغ إنفورميشن تكنولوجي، منذ نيسان 1995 وحتى توقفها عن الصدور في 2007
- رئيس لجنة تحكيم مسابقة السيناريو في مهرجان خطوات السينمائي الدولي للأفلام القصيرة، اللاذقية شباط 2015.

## أعماله الأدبية

### كتب
- «العريف غضبان». مجموعة قصصية. وزارة الثقافة، دمشق 1978.
- «قيامة عبد القهار عبد السميع». مجموعة قصصية، دار الأهالي، دمشق 1988.
- «الآنسة صبحا». مجموعة قصصية دار الينابيع، دمشق 1993.
- «عبثاً تؤجل قلبك» - منمنمات -وزارة الثقافة -دمشق 2000
- «أبٌ مستعار» مجموعة قصصية - دار هيا - دمشق 2002
- «فارس قوس قزح» قصة طويلة للأطفال - وزارة الثقافة 2007
- «الساخر يخرس» مجموعة قصص قصيرة - اتحاد الكتاب العرب 2016
- خمس مجموعات قصصية - الهيئة العامة للكتاب- دمشق 2018
- سعيد حورانية- الهيئة العامة السورية للكتاب 2018
- فاتح المدرس- الهيئة العامة السورية للكتاب 2019

### مسرحيات
1. الكلب الأزرق، موسمي 1987-1988.
2. الأصدقاء الستة، موسمي 1989-1990.

### مسلسلات تلفزيونية
- القربان
- نهاية رجل شجاع
- إخوة التراب بجزئيه .
- البحث عن صلاح الدين
- شارك في تأليف بعض حلقات مسلسل المارقون
- سقف العالم
- في حضرة الغياب[3]

### أفلام سينمائية
- كش مات.
- رؤية لصلاح الدين
- رجل الثورة (2018)

### الجوائز
- الجائزة الأولى في القصة ضمن مسابقة المهرجان الأدبي لجامعة دمشق 1975
- الجائزة الأولى في المسابقة الأدبية لجريدة الثورة عن قصة «العريف غضبان» 1975
- الجائزة الأولى في المسابقة الأدبية لجريدة البعث عن قصة «سالاثيميا عظمى» 1976
- الجائزة الذهبية عن مسلسل أخوة التراب في مسابقة المسلسلات الدرامية في مهرجان القاهرة الثاني للإذاعة والتلفزيون 1996 .
- الجائزة الفضية في مهرجان تونس للإذاعة والتلفزيون عن مسلسل أخوة التراب الجزء الثاني.
- تم تكريمه في مهرجان دمشق السينمائي الدولي السادس عشر – تشرين الثاني 2008
- جائزة الدولة التقديرية في الآداب من وزارة الثقافة السورية عام 2017

## حياته الخاصة
متزوج من المترجمة السورية روز مخلوف، ولديه منها ولدان مايا (عازفة قانون) ورام (عازف عود).